# Gare de Tournay
Gare de Tournay vasútállomás Franciaországban, Tournay településen.

## Vasútvonalak
Az állomást az alábbi vasútvonalak érintik:
- Toulouse–Bayonne-vasútvonal

## Kapcsolódó állomások
A vasútállomáshoz az alábbi állomások vannak a legközelebb:
- Gare de Tarbes
- Gare de Capvern